# Disembolus solanus
Espèce
Disembolus solanus est une espèce d'araignées aranéomorphes de la famille des Linyphiidae.

## Distribution
Cette espèce est endémique de Californie aux États-Unis,. Elle se rencontre dans le comté de Solano vers le Mix Canyon.

## Description
La femelle holotype mesure 1,45 mm. Le mâle est inconnu.

## Publication originale
- Millidge, 1981 : The erigonine spiders of North America. Part 4. The genus Disembolus Chamberlin and Ivie (Araneae: Linyphiidae). Journal of Arachnology, vol. 9, no 3, p. 259-284 (texte intégral).